# Euphorbia viscoides
Euphorbia viscoides är en törelväxtart som beskrevs av Pierre Edmond Boissier. Euphorbia viscoides ingår i släktet törlar, och familjen törelväxter. Inga underarter finns listade i Catalogue of Life.